# اس‌اس داگلاس (۱۸۵۸)
اس‌اس داگلاس (۱۸۵۸) (به انگلیسی: SS Douglas (1858)) یک کشتی بود. این کشتی در سال ۱۸۵۸ ساخته شد.